# Aprendizaje integrado de contenidos y lenguas extranjeras
El aprendizaje integrado de contenidos y lenguas extranjeras (AICLE) (en inglés content and language integrated learning) se utiliza con frecuencia como sinónimo de inmersión lingüística.
El término fue creado en 1994 por David Marsh para describir una corriente de la lingüística aplicada que propugna que en los contextos escolares existe un mayor éxito en el aprendizaje de las lenguas extranjeras a través de las materias comunes, como la historia o las ciencias, que por medio de los currículos funcionales que las tratan de una manera aislada y en situaciones forzadas o inventadas, como asignaturas independientes.
La investigación en este campo ha demostrado también que el multilingüismo en la escuela, aprovechando los recursos, las estrategias y las destrezas que desarrolla el alumno cuando aprende una lengua o materia.
A través de los currículos integrados de las lenguas y áreas no lingüísticas, contribuye de manera eficaz al desarrollo de una competencia comunicativa en lenguas que optimiza y facilita los aprendizajes posteriores.
En este sentido, el lenguaje no es el foco principal de atención, pero se usa como un medio de comunicación. Esto implica un aprendizaje significativo del idioma que se considera la base para el desarrollo de la competencia comunicativa, el objetivo final del aprendizaje de una lengua extranjera.
Do Coyle (2002) afirma que el CLIL se asienta en cuatro principios clave:
- El primer principio coloca con éxito el contenido y la adquisición de conocimientos, destrezas y comprensión inherentes a esa disciplina, en el corazón mismo de proceso de aprendizaje.
- El segundo principio define al lenguaje como conducto para la comunicación y el aprendizaje. Desde esta perspectiva, el lenguaje se aprende a través de su uso en situaciones no ensayadas pero puestas como un “andamiaje” (las tareas deben ser planificadas empezando por las más concretas a las más abstractas en paralelo con un lenguaje concreto hasta el más abstracto: desde al aprendizaje de lo concreto por lo concreto al aprendizaje de lo abstracto por lo abstracto).
- El tercer principio es que el CLIL debe suponer un reto cognitivo para los alumnos: para que puedan desarrollar sus destrezas de pensamiento en conjunción con sus habilidades básicas de comunicación interpersonal y su competencia en el lenguaje cognitivo-académico.
- El cuarto principio comprende la multiculturalidad, ya que lengua, pensamiento y cultura se encuentran ligados, el CLIL ofrece oportunidades a los alumnos de interactuar con otra/s culturas.

Vollmer (2006) añade los siguientes principios para la integración curricular de lenguas y contenidos en la escuela:
- El lenguaje es más que destrezas comunicativas.
- El lenguaje actúa en los procesos mentales y se usa en la ejecución de estos.
- El lenguaje es una herramienta para conceptualizar y vincular información.
- El lenguaje soporta actividades mentales y precisión en los procesos cognitivos especialmente válidos para la escritura académica.
- El lenguaje interviene en la resolución de tareas cognitivamente complejas carentes de contextualización.
- El lenguaje ayuda a estructurar el discurso y realizar funciones discursivas.

### Técnicas y estrategias CLIL
“Los maestros CLIL han de incorporar una serie de técnicas y estrategias que permitan al alumnado una mayor adquisición de conocimientos, además de su desarrollo cognitivo y social” (Prieto, 2014).
Los docentes han de guiarse sobre unas pautas con las que involucrar al alumnado en su propio aprendizaje.
Algunas de las técnicas más destacadas en el estudio de Bentley y Philips (2007) que aparecen citadas en Prieto (2014) son:
- Más vocabulario
- Más explicaciones
- Usar palabras fáciles en las explicaciones
- Trabajar de forma lúdica
- Incorporar dibujos o imágenes en las explicaciones o vocabulario
- Incorporar traducciones a las palabras más difíciles

Dos de las estrategias más importantes a incorporar en esta forma de aprendizaje de lenguas extranjeras son:
- El feedback.

Mediante él, la niña o niño pueda crear una secuencia lógica del aprendizaje de contenidos y consolidarlos de forma significativa.
El andamiaje (scaffolding).
Lev Vygotski (1896-1934) definió este como: “el papel de los profesores y otras personas en el apoyo al desarrollo del alumno y en proporcionar estructuras de apoyo para pasar a la siguiente etapa o nivel” (Raymond, 2000,p.176, citado en Prieto, 2014, p.17). Esto hace referencia a todas aquellas actividades que utiliza el docente para apoyar el desarrollo del aprendizaje de su alumnado. Suele emplearse este método a la hora de querer enseñar nuevos contenidos al alumnado, así de esta manera, se les ofrece un contexto en el que puedan acceder a ellos de forma más atractiva.
Según Beth Lewis (2012), el andamiaje incluye una serie de estrategias como las siguientes:
- Activar los conocimientos previos que posee el alumnado.
- Ofrecer un contexto motivacional que despierte el interés y la curiosidad de los estudiantes.
- Convertir las actividades difíciles en otras más fáciles.
- Mostrar a los alumnos ejemplos de respuestas deseadas antes de que ellos realicen las actividades.
- Modelar el proceso que sigue el pensamiento para solucionar situaciones explicando en voz alta cómo se hace.
- Ofrecer pistas o soluciones parciales a problemas.
- Enseñar reglas, canciones o trucos que faciliten la memorización de la información clave.
- Fomentar la participación y el compromiso de los estudiantes.
- Desplegar una línea de tiempo que ayude a contextualizar el aprendizaje.
- Ofrecer una línea de trabajo visual que organice la nueva información y facilite su asimilación.
- Enseñar palabras clave antes de las lecturas.
- Preguntar mientras leen para promover lectura más profundas y significativas.
- Preguntar sobre experiencias o conocimientos previos.

Por lo tanto, teniendo en cuenta estas técnicas y estrategias se llega a la conclusión de que gracias a su empleo el alumnado llega a comprender mejor, estar más motivado y ofrecer un mayor grado de participación en el aula.

## Beneficios asociados a AICLE
Como consecuencia del éxito de estas teorías, son muchas las autoridades educativas las que se están planteando la introducción de modelos de educación bilingüe en la escuela y el fomento de la elaboración de currículo que integren todas las lenguas y éstas con las áreas no lingüísticas.
El beneficio que reportará el currículo integrado de las lenguas y las áreas no lingüísticas es que el vínculo que se establece entre las diferentes áreas del conocimiento, además de aportar coherencia metodológica a la enseñanza y aprendizaje, eliminará las duplicaciones y las redundancias y permitirá el refuerzo entre las diferentes materias. Además, se logrará formar a personas que sean capaces de entender, hablar, leer y escribir, con distintos niveles competenciales, un determinado número de lenguas y que puedan enriquecer su desigual repertorio lingüístico a lo largo de toda la vida.
Diversos autores afirman que el Aprendizaje Integrado de Lenguas Extranjeras y otros Contenidos Curriculares implica estudiar asignaturas como historia o ciencias naturales en una lengua distinta de la propia. AICLE resulta muy beneficioso tanto para el aprendizaje de lenguas extranjeras como para las asignaturas impartidas en dichas lenguas. El énfasis de AICLE en la “resolución de problemas” y “saber hacer cosas” hace que los estudiantes se sientan motivados al poder resolver problemas y hacer cosas incluso en otras lenguas.
En varias regiones españolas llevan desarrollando contenidos de otras materias en una lengua extranjera (fundamentalmente el inglés, aunque ya se hacía con anterioridad en francés y alemán en algunos centros) tanto en centros de Educación Primaria como de Secundaria. Los resultados ya se están produciendo. El alumnado mejora en distintas capacidades y destrezas como la comprensión oral, la pronunciación, la comprensión de realidades y culturas distintas a la suya.

## Desafíos que enfrenta AICLE
Por otra parte, AICLE se encuentra con diversas dificultades e interrogantes como la de decidir qué contenidos enseñar en la lengua extranjera, cómo integrarlos en el currículo, cómo mejorar la relación entre las áreas lingüísticas y no lingüísticas y cómo beneficiarse del uso de las TIC en la enseñanza bilingüe, entre otras.